# مسئله آپولونیوس

شکل ۱: دایره صورتی یکی از جوابهای مسئله آپولونیوس است که بر سه دایره سیاه رنگ مفروض، مماس است.

در هندسه اقلیدسی مسئله آپولونیوس  عبارت است از ترسیم دایره‌هایی که بر سه دایره مفروض در صفحه مماس‌اند. (شکل۱)
آپولونیوس این مسئله مشهور را در کتاب Ἐπαφαί (مماسها) مطرح و حل کرد. 

## طرح مسئله
حکم کلی مسئله آپولونیوس یه این شرح است: دایره یا دایره هایی رسم کنید که بر سه شیء مفروض در صفحه مماس باشد. هر کدام از این سه شیء، میتوانند نقطه، خط و یا دایره باشند. توجه کنید که مماس بودن یک دایره بر یک نقطه، یعنی اینکه دایره از نقطه مفروض بگذرد.

## حالت های خاص
با توجه به اینکه میتوان نقطه و خط را به عنوان دایرههایی با شعاع صفر و بینهایت در نظر گرفت، ده حالت خاص برای مسئله آپولونیوس میتوان در نظر گرفت. 
کد ارائه شده برای مسئله، به این صورت است که به عنوان مثال، CLP، یعنی دایره ای رسم کنید که از نقطه داده شده (P) بگذرد و بر خط (L) و دایره (C) مماس باشد. حالت دهم، یعنی حالت سه دایره (CCC) همان مسئله کلاسیک طرح شده توسط خود آپولونیوس است.
حل این مسائل، در حالت کلی، آسان نیست. با این وجود، برخی از آنها بسیار ساده و ابتدائی هستند. به عنوان مثال، مسائل PPP و LLL، توسط اقلیدس حل شده بودند.

| ردیف | کد مسئله | داده ها                         | تعداد جوابها (در حالت کلی) | مثال (اشیاء سیاه رنگ داده ها و دوایر صورتی جواب مسئله هستند) |
| ---- | -------- | ------------------------------- | -------------------------- | ------------------------------------------------------------ |
| 1    | PPP      | سه نقطه                         | 1                          |                                                              |
| 2    | LPP      | یک خط و دو نقطه                 | 2                          |                                                              |
| 3    | LLP      | دو خط و یک نقطه                 | 2                          |                                                              |
| 4    | CPP      | یک دایره و دو نقطه              | 2                          |                                                              |
| 5    | LLL      | سه خط                           | 4                          |                                                              |
| 6    | CLP      | یک دایره،یک خط و یک نقطه        | 4                          |                                                              |
| 7    | CCP      | دو وایره و یک نقطه              | 4                          |                                                              |
| 8    | CLL      | یک دایره و دو خط                | 8                          |                                                              |
| 9    | CCL      | دو دایره و یک خط                | 8                          |                                                              |
| 10   | CCC      | سه دایره (مسئله اصلی آپولونیوس) | 8                          |                                                              |